# Trichopothyne hindostani
Trichopothyne hindostani är en skalbaggsart som beskrevs av Stefan von Breuning 1950. Trichopothyne hindostani ingår i släktet Trichopothyne och familjen långhorningar. Inga underarter finns listade i Catalogue of Life.